# Svitlana Taratórina
Svitlana Volodímirivna Taratórina (en ucraniano: Світлана Володимирівна Тараторіна; Rozdolne, Crimea, 25 de septiembre de 1985) es una escritora, relaciones públicas y periodista ucraniana.

## Biografía
Svitlana Taratórina nació y creció en Crimea. Recibió una beca de estudios de la fundación benéfica "Ucrania - Siglo XXI" y se trasladó a Kiev en 2002. Estudió en la Universidad Universidad Pedagógica Nacional que lleva el nombre de Mijailo Drahomanov, en la Facultad de Filología Ucraniana, se licenció en 2006 con matrícula de honor.
Ha trabajado como periodista y en relaciones públicas políticas. Los artículos y reseñas de Svitlana Taratorina se publicaron en la revista ELLE, Ukrainska Pravda, Glavred, DreamKyiv, Gazeta.ua, LitAccent y otras. Fue experta de la Fundación Cultural Ucraniana, miembro del jurado del premio del libro "Espresso. Elección de los lectores". Desde octubre de 2022, trabaja como directora de comunicación en Vivat.
Está casada con el abogado y político Leonid Yemets.

## Obra artística
Las primeras publicaciones en prosa de Svitlana Taratórina aparecieron en el periódico "Sala de Crimea", luego publicado en la revista "Moloda Ukraina".
Es autora de varios relatos cortos incluidos en colecciones entre autores: El almanaque Cuestión de humanidad de la asociación literaria Fortaleza Estelar (2017), Lo mejor de la ficción ucraniana (Infa-Print, 2018), La puerta (Vivat, 2018), Ella también lo hizo (Vydavnytstvo, 2018), Asesinato en la calle... (Casa de las quimeras, 2019), Cuaderno de viaje de bolsillo (KM-Books, 2019), Babai. La primera pesadilla (Babai, 2019), Agencia Independencia (Bogdan Educational Book, 2021), Crónicas de tierras inexploradas (Editorial George, 2022).
En 2018, el manuscrito de la primera novela fantástica del escritor, Lázaro - fantasía urbana con elementos de detectives en el mundo de Kiev en 1913- ganó el concurso editorial KM-Books, y el libro fue publicado. La novela ha recibido varios premios y distinciones.
En 2020, se publicó una biografía ficticia de María Oksentiivna Prymachenko para niños, This Maria Painted Animals. El libro fue preseleccionado para el premio del libro "Espresso. Elección de los lectores 2020", a las listas cortas de "Top BaraBooka 2020" y la clasificación de toda Ucrania "Libro del Año 2020".

En 2021, con el apoyo del PNUD, junto con la editorial Vydavnytstvo, se crearon varios cómics sociales. En el marco de este proyecto, Svitlana Taratórina creó un guion para el cómic "Sonidos de paz" sobre adolescentes de los territorios del frente en Donbás. El cómic fue incluido en la lista de lecturas recomendadas para adolescentes por el portal literario Chytomo, y en la lista de los mejores libros ucranianos de 2021 de PEN Ucrania.

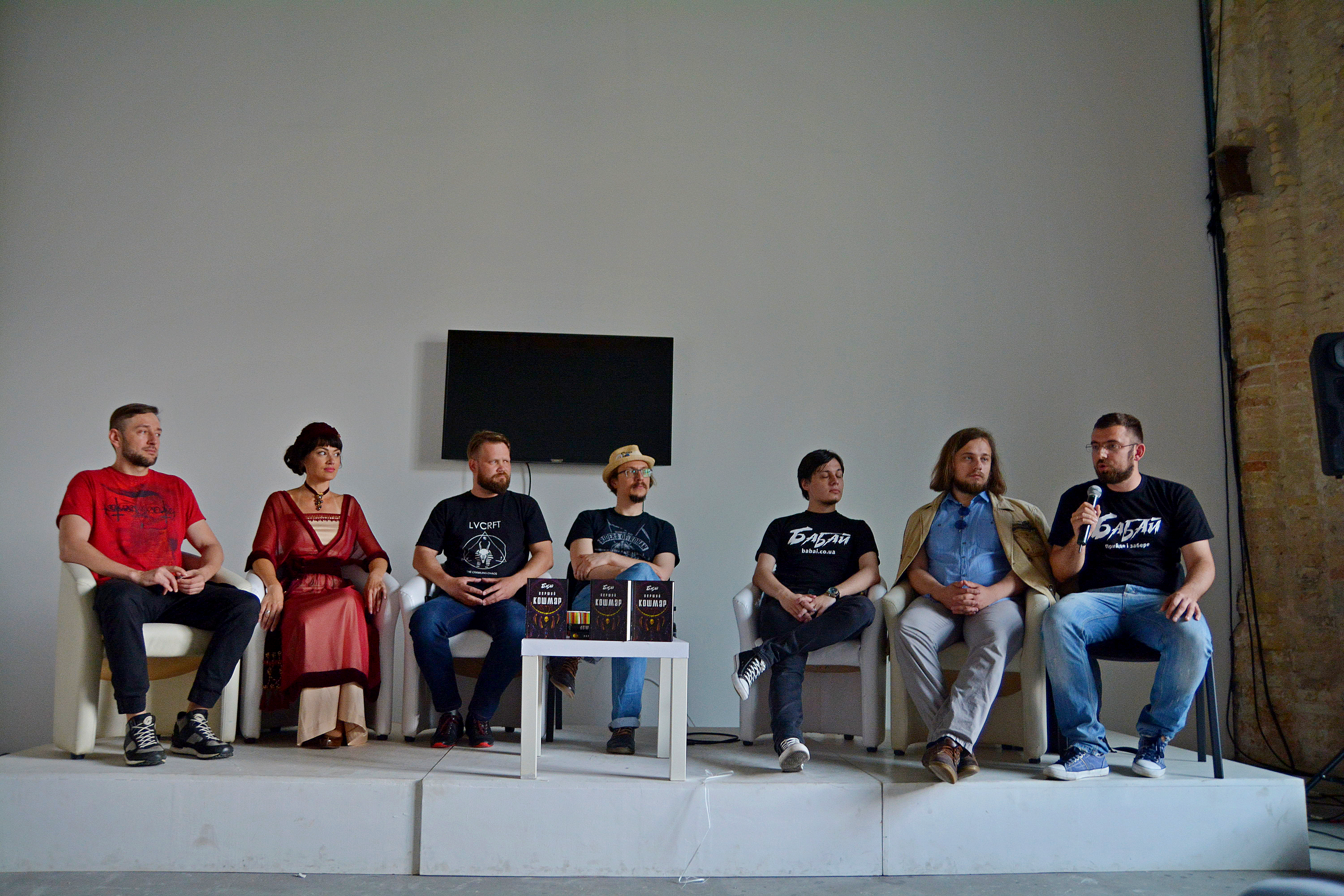
Presentación de la colección "Babai: La primera pesadilla" en el Arsenal de los Libros en 2019. De izquierda a derecha: Oleksi Zhupanski, Svitlana Taratórina, Volodímir Kuznetsov, Volodímir Areniev, Yevhén Lir, Ostap Ukrainets, Dimka Uzhasni.

### Charlas fantásticas
Svitlana Taratórina es cofundadora de la asociación literaria ucraniana y del proyecto YouTube Fantastic talk(s). Al principio, los episodios del canal estaban protagonizados por cinco escritores ucranianos de ciencia ficción (Iryna Grabovska, Svitlana Taratórina, Natalia Matolinets, Daria Piskozub, Natalia Dovgopol) debatieron sobre los fenómenos de la ciencia ficción, los nuevos textos, los autores ucranianos y extranjeros del género, etc..
Desde marzo de 2022, con el inicio de la Invasión rusa de Ucrania, el canal ha comenzado además a organizar entrevistas benéficas con estrellas de la ficción mundial para recaudar fondos para las necesidades del ejército ucraniano. Entre los invitados se encontraban, en particular, James S. A. Corey, Rebecca F. Kuang, Peter Watts, Joe Abercrombie, Marissa Meyer, Jonathan Stroud, Patrick Ness, Richard Morgan, Joe Gill.
El canal también acogió una serie de conferencias sobre la historia de la ficción ucraniana. Fue galardonada con el Achievement Award 2023 de la European Science Fiction Society a la mejor publicación en Internet.

## Premios y distinciones
Svitlana Taratórina es laureada de concursos de relatos cortos de ciencia ficción de la asociación literaria "Fortaleza Estelar", la revista "Stos", el Festival Brama de Relatos Fantásticos. Recibió el Premio Chrysalis 2019 de la Sociedad Europea de Ciencia Ficción y fue incluida en el ranking de los 25 escritores más mencionados de 2018 de Ucrania según la revista "Focus".
Su novela Lázaro ganó el premio LitAccent del Año 2018, una mención especial del Instituto Ucraniano del Libro, y fue incluida en las listas largas del Libro del Año de la BBC" y a la lista de los 10 libros más importantes de 2018 según la revista The Village, fue nombrado libro del año según el fanzine "World of Fantasy".
Honores y premios seleccionados:
- 2018 - Premio "LitAccent del Año 2018" en la nominación "Prosa" por el libro "Lázaro".[22]
- 2018 - Gana la nominación "Fantasía del año 2018" según el fanzine "World of Fantasy" por el libro "Lazarus".[23]
- 2019 - Mención especial del Instituto Ucraniano del Libro en el "Premio al mejor libro BookForum" por el libro "Lázaro".[24]
- 2019 - Premio Chrysalis 2019 Sociedad Europea de Ciencia Ficción al Mejor Debut.[25]

## Obras literarias

### Novelas
- 2018 - Lazarus.
- 2023 - La casa de sal.

### Literatura infantil
- 2020 - Esta María pintaba animales. Una biografía ficticia de Maria Oksentivna Prymachenko para niños.

### Cómics
- 2021 - Sonidos de paz.

### Cuentos
- «La lengua de Babilonia». La cuestión de la humanidad. Interservice / Star Fortress. 2017. pp. 95-112. ISBN 978-617-696-627-2.
- Ella también lo hizo. Vydavnytstvo. 2018. p. 18. ISBN 978-966-978-113-0.
- La Puerta. Las noches carmesíes. Kharkiv: Vivat. 2018. pp. 473-499. ISBN 978-966-942-794-6.
- Mejor ficción ucraniana - 2018. Odesa: Infa-Print. 2019. pp. 276-280. ISBN 978-0359-29108-3.
- Cuaderno de viaje de bolsillo. Viajar en transportes fantásticos. KM-Books. 2019. pp. 144-161. ISBN 978-966-948-235-8.
- «Hawthorn Branch». Asesinato en la calle... House of Chimeras. 2019. pp. 6-24. ISBN 978-966-97870-8 |isbn= incorrecto (ayuda).
- «Kejanguk». Babai. La primera pesadilla. Babai. 2019. pp. 205-237. ISBN 978-617-657-049-3.
- «1995. El caso del secuestro de un residente P». Agencia "Independencia" 352. Libro de Estudio - Bogdan. 2021. pp. 48-58. ISBN 978-966-10-6644-0.}
- Forbes, ed. (May de 2021). «La leyenda del pino» (10).
- «Por el amor de Afrodita y todos sus rostros». Crónicas de las tierras desconocidas. George. 2022. pp. 11-93. ISBN 978-617-802-332-4.
- «Bunker». La leyenda de las ciudades extrañas. Morning. 2023. pp. 247-287. ISBN 978-617-098-105-9.

### Ediciones en lenguas del mundo
- Literatura polaca.
  - Switłana Taratorina (2022). «Język Babilonu».  En Stalker Books, ed. Język Babilonu. Antologia ukraińskiej fantasyki. Olsztyn. pp. 157-206. ISBN 978-836-722-320-1.
  - Switłana Taratorina (07 de 2023).  Nowa Fantastyka, ed. «Bunkier» (490). 
  - Switłana Taratorina (2023). Lazarus. Olsztyn: Stalker Books. ISBN 978-836-722-334-8.